# Stephen McManus
Stephen McManus (Lanark, Escocia, Reino Unido, 10 de septiembre de 1982) es un futbolista escocés. Juega de defensa y su equipo actual es el Middlesbrough FC del Football League Championship de Inglaterra.

## Biografía
Stephen McManus, que actúa como lateral izquierdo o como defensa central, ha jugado siempre en el Celtic de Glasgow. Empezó en las categorías inferiores hasta que, en 2003, pasa a formar parte de la primera plantilla del club. Debuta en la Premier League de Escocia el 21 de marzo de 2004 en el partido Hibernian FC 0-4 Celtic.
Con el Celtic ha conquistado varios títulos: 4 Ligas, 3 Copas y una Copa de la Liga de Escocia.
En la temporada 2007/08 se convierte en capitán del equipo.
En julio del 2010 es traspasado al equipo inglés, Middlesbourgh, recién descendido de la Barclays Premier League de Inglaterra.

## Selección nacional
Ha sido internacional con la Selección de fútbol de Escocia en 26 ocasiones. Su debut como internacional se produjo el 11 de octubre de 2006 en el partido Ucrania 2-0 Escocia.

## Clubes
| Club                 | País       | Año         |
| -------------------- | ---------- | ----------- |
| Celtic Football Club | Escocia    | 2003 - 2010 |
| Middlesbrough FC     | Inglaterra | 2010-2012   |
| Bristol City         | Inglaterra | 2012        |
| Middlesbrough FC     | Inglaterra | 2012        |
| Bristol City         | Inglaterra | 2012-2013   |
| Middlesbrough FC     | Inglaterra | 2013-       |

## Títulos
- 4 Ligas de Escocia (Celtic FC; 2004, 2006, 2007 y 2008)
- 3 Copas de Escocia (Celtic FC; 2004, 2005 y 2007)
- 1 Copa de la Liga de Escocia (Celtic FC, 2006)